# Cartola ao Vivo
Cartola Ao Vivo é o quinto álbum do sambista carioca Cartola, gravado em 1978 e lançado postumamente em 1982. Foi o primeiro e único álbum ao vivo da carreira do cantor e compositor.

## Álbum
Em 1978, o sambista apresentou-se em seu primeiro show individual, "Acontece". A apresentação registrada no disco lançado em 1982 foi feita no Ópera Cabaré, em São Paulo.

## Faixas

### Disco
Lado A
1. Alvorada 3:45 (Cartola - Hermínio B. de Carvalho - Carlos Cachaça)
2. O mundo é um moinho 4:02 (Cartola)
3. Sim 3:48 (Cartola - Oswaldo Martins)
4. Acontece 3:00 (Cartola)
5. Amor 3:58 (Cartola)

Lado B
1. As rosas não falam 3:33 (Cartola)
2. Verde que te quero rosa 2:50 (Cartola - Dalmo Castelo)
3. Peito vazio 3:11 (Cartola)
4. Alegria 2:20 (Cartola)
5. O inverno do meu tempo 3:04 (Cartola - Roberto Nascimento)
6. O sol nascerá 2:36 (Cartola - Elton Medeiros)